# Нараїв-Місто (гміна)
Гміна Нараїв-Місто — сільська гміна у Бережанському повіті Тернопільського воєводства Другої Речі Посполитої. Адміністративним центром ґміни було село Нараїв.
Гміна утворена 1 серпня 1934 року в рамках реформи на підставі нового закону про самоуправління (23 березня 1933 року).
Площа гміни — 58,81 км²

Кількість житлових будинків — 920

Кількість мешканців — 5218
Нову гміну було створено на основі гмін: Нараїв-Місто і Нараїв-Село, які тепер входять до одного населеного пункту Нараїв